# La Vie Electronique 10
La Vie Electronique 10 (LVE10) is een muziekalbum van Klaus Schulze, dat in 2011 voor de eerste keer als aparte set werd uitgegeven. Het bevat zowel live-opnamen (af en toe valt publiek te horen) als studio-opnamen.
Schulze had in de jaren 70 zoveel inspiratie dat hij lang niet al zijn muziek kwijt kon in de reguliere uitgaven die toen via Virgin Records uitkwamen. Daarbij is zijn stijl in de afgelopen decennia nauwelijks gewijzigd, alhoewel de albums met zangeres Lisa Gerrard, die rond 2008 verschenen, een donkerder geluid laten horen. LVE9 laat live/studio-opnamen horen uit het tijdperk, dat digitale toetsinstrumenten (nog) niet voorhanden waren en er gewerkt moest worden met de voorlopers van de synthesizer en de synthesizers zelf. Klaus Schulze zat tijdens concerten bijna geheel ingebouwd in de elektronische apparatuur. Delen van de opnamen van LVE10 waren eerder uitgegeven in de Jubilee Edition en The Ultimate Collection die in de jaren 90 verschenen, maar inmiddels uitverkocht zijn.

## Musici
- Klaus Schulze – synthesizers
- Rainer Bloss – synthesizers

## Muziek
| Nr. | Titel | Duur  |
| --- | --- | ----- |
| 1.  | Unheilbar Deutsch (A. Treudeutsch, B. Straight and square, C. Der Unverbesserliche, D. Innerlichkeit?, E.March (Es regnet Deppen), F.Eiseskälte, G.Runenzauber, H.Dem Klangschaft-Führer) | 53:53 |
| 9.  | Maxxi | 7:45  |
| 10. | Weiter! Weiter! | 10:37 |

| Nr. | Titel | Duur  |
| --- | --- | ----- |
| 1.  | Walk the edge (A. In genteel surroundings, B. While he was sleeping, C. We sa wit, it was there, D. The modern World, E. It was going to matter, F. King Vulkan himself) | 46:30 |
| 7.  | Havlandet (A. Main theme, B. Erzählung,C.Nordenlicht I,D.Winter-Sommer, E.Nordenlicht II, F. Dream theme, G.Nordenlicht III, H.Sleigh-ride, I.Funeral, J. End theme)     | 27:08 |
| 17. | Interview 1991 | 4:56  |

| Nr. | Titel                                                  | Duur  |
| --- | ------------------------------------------------------ | ----- |
| 1.  | Goodwill                                               | 13:06 |
| 2.  | Olé                                                    | 16:30 |
| 3.  | Habla Espagnol                                         | 17:27 |
| 4.  | Gaudi Gaudi                                            | 23:13 |
| 5.  | Suite nr. 3 –D-Dur, 2.Satz Air (Johann Sebastian Bach) | 8:00  |